# Theodor Höijer
Pour les articles homonymes, voir Höijer.
Carl Theodor Höijer (né le 20 février 1843 à Helsinki – décédé le 31 octobre 1910 à Helsinki) est l'un des architectes finlandais les plus influents de son époque.

## Biographie
Theodor Höijer est le fils d'un fabricant de miroirs, Henrik Höijer.
Son père souhaite que Theodor rejoigne l'entreprise familiale avec des compétences en architecture.
Höijer a fréquenté l'école technique d'Helsinki de 1856 à 1860, mais sans un baccalauréat, il ne peut pas faire carrière au bureau de l'intendant.
Theodor Höijer n'a jamais terminé ses études secondaires et a dû acquérir ses compétences en dehors des institutions habituelles.
Au début, il travaille comme assistant de Georg Theodor Chiewitz, l'architecte de la région de Turku.
Puis de 1863 à 1868, il étudie à l'académie royale des arts de Stockholm. Il y sera fortement influencé par son professeur Fredrik Wilhelm Scholander.
Il rentre en Finlande en 1868.
À Helsinki, Theodor Höijer travaille d'abord pour l'entreprise familiale pendant deux ans, puis deux autres années en tant qu'assistant de Axel Hampus Dalström, directeur général de la Direction des bâtiments de Finlande. En 1872, il fonde un bureau d'architectes avec Frans Sjöström, Axel Loenbohm et Theodor Decker.
La coopération prend fin en 1876, quand Theodor Höijer fonde son propre cabinet d'architecte.

## Ouvrages principaux
Les ouvrages de Höijer sont représentatifs du style néo-Renaissance et la plupart sont construits à Helsinki.
Il a conçu des dizaines d'habitations et de bâtiments industriels dont une part importante a été détruite dans les années 1950 et 1960.
Parmi ses ouvrages :
- 1873, Ancienne chapelle du Cimetière de Hietaniemi,
- 1877, Villa Granholmen, Espoo
- 1881, Bibliothèque de la rue Rikhardinkatu,
- 1870 , Maison Skohan, Keskuskatu[2],[m 2],
- 1879, Église de Messukylä, Tampere
- 1882, Maison Grönqvist, Pohjoisesplanadi,
- 1884, Restaurant Pukki, Korkeasaari,
- 1885, Maison Standertskjöld, Pohjoisranta 4[3]
- 1886, Hôtel Kämp, Pohjoisesplanadi[4],[m 3],
- 1887, Musée Ateneum,
- 1889, Maison des pompiers volontaires, Keskuskatu 7[5],[m 4],
- 1891, Caserne des pompiers d'Erottaja,
- 1891, Maison Huber, Mannerheimintie 14[6],[m 5],
- 1891, Bâtiment de la direction des douanes, Erottaja[7],
- 1897, Maison Norrmén, Katajanokka[6],[m 6],
- 1902, École de Vallila, Hämeentie 80,
- L'ancienne chapelle du cimetière de Hietaniemi.

## Galerie

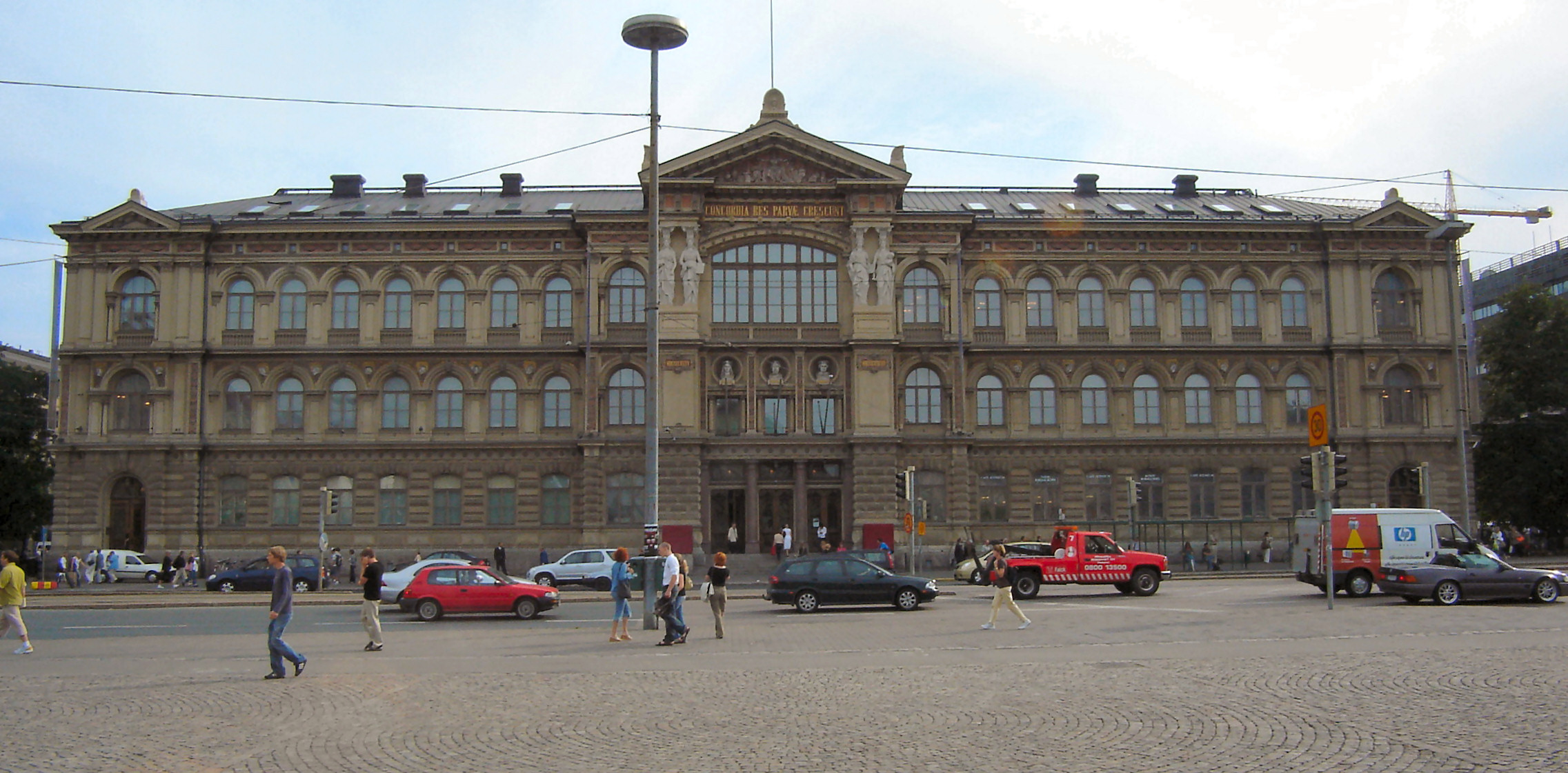
Le musée Ateneum, 1887.
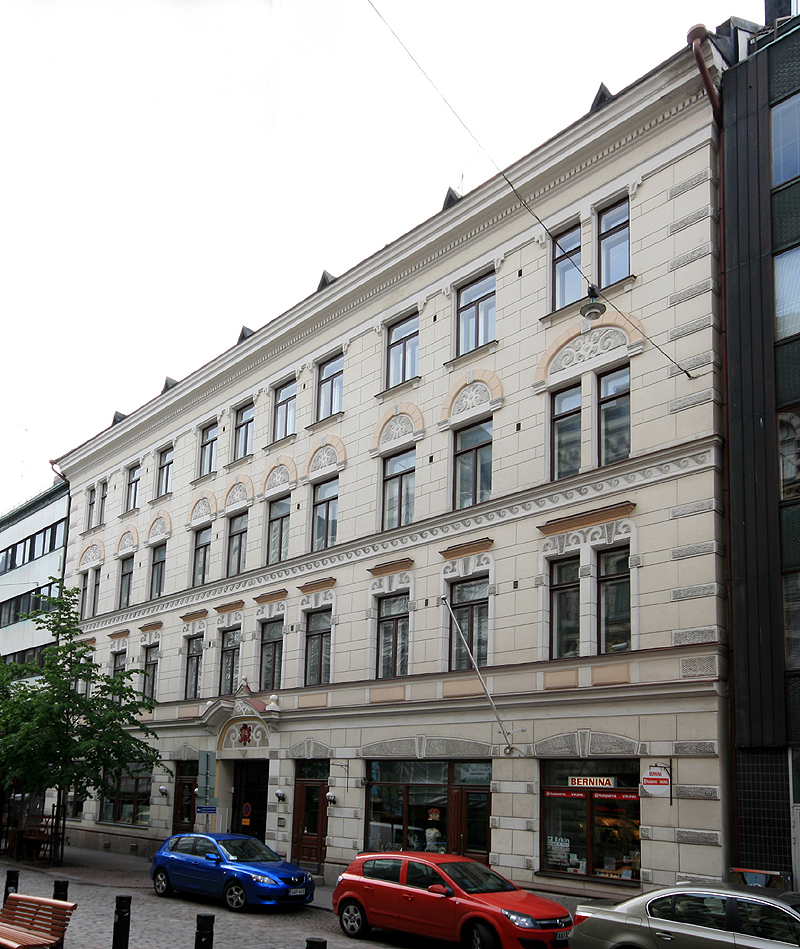
4, rue Eerikinkatu, 1896.
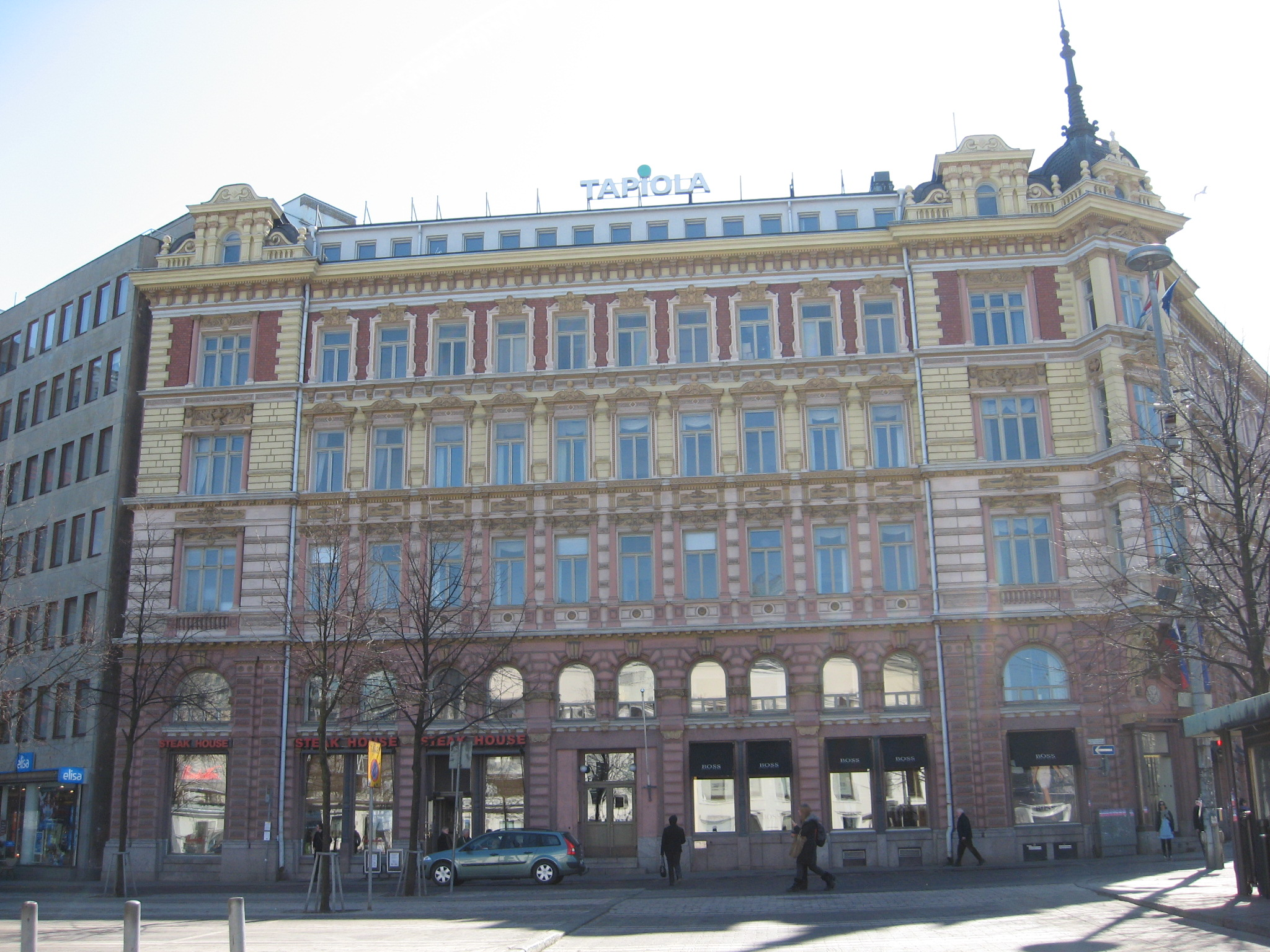
24, Eteläesplanadi.
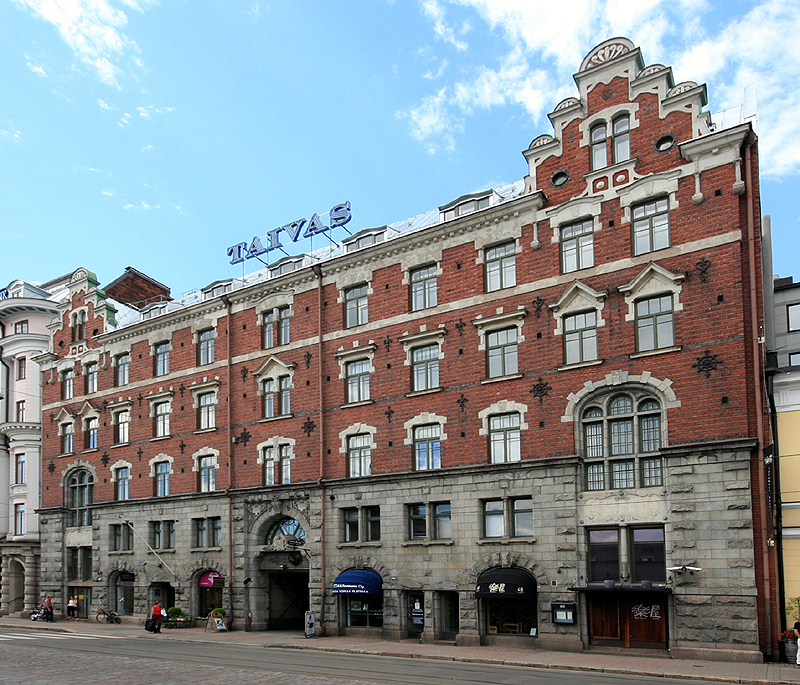
14, Eteläranta, 1906.
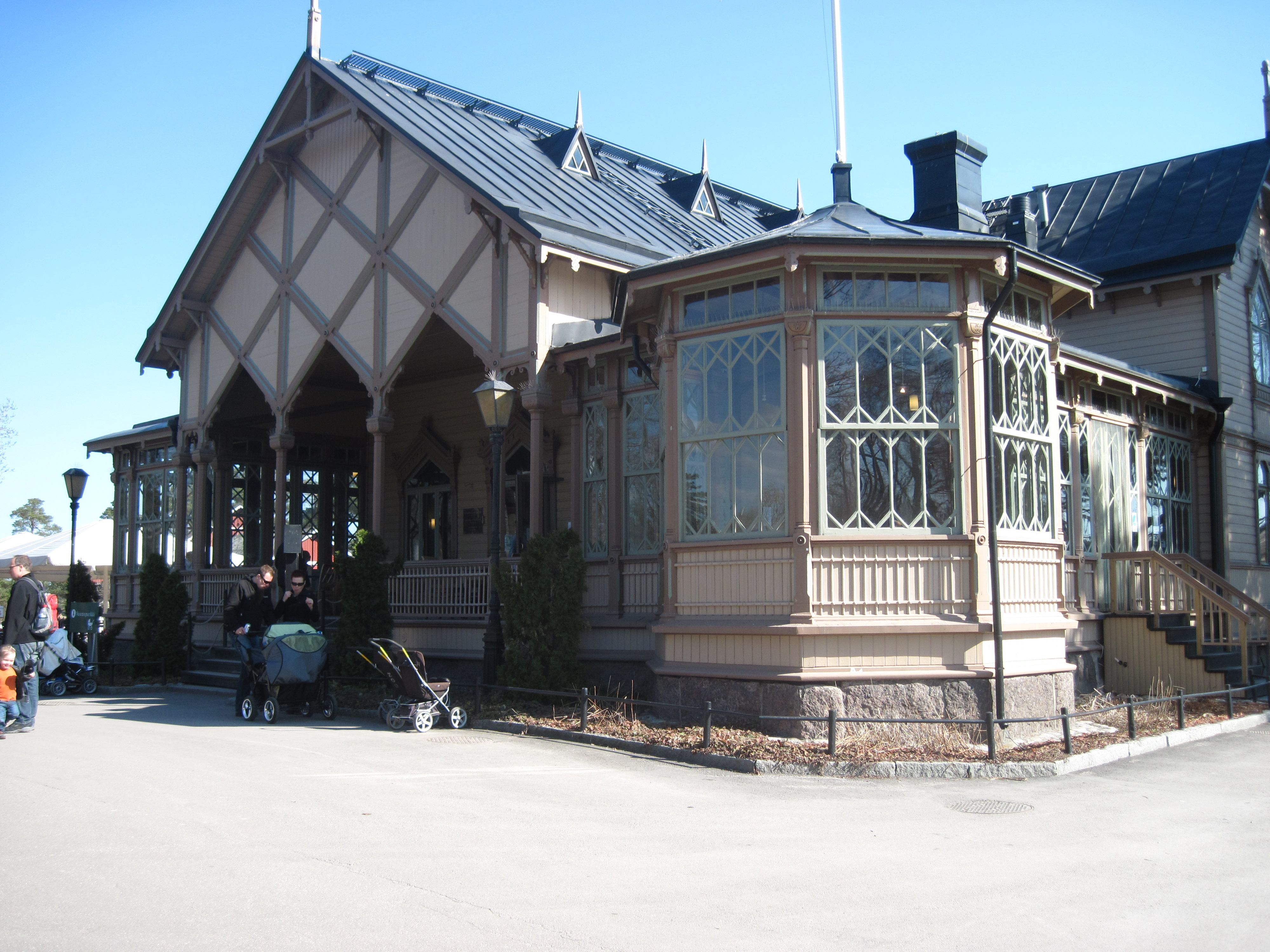
Le restaurant Pukki à Korkeasaari, 1884.
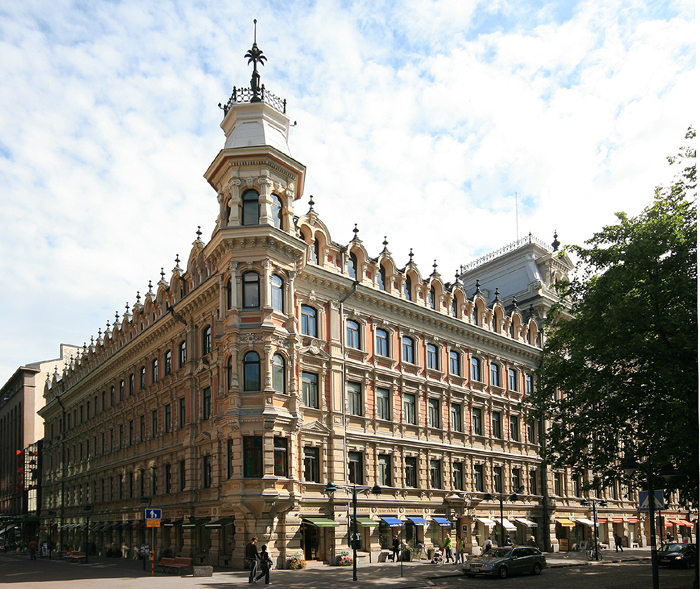
La Maison Grönqvist, 1882.
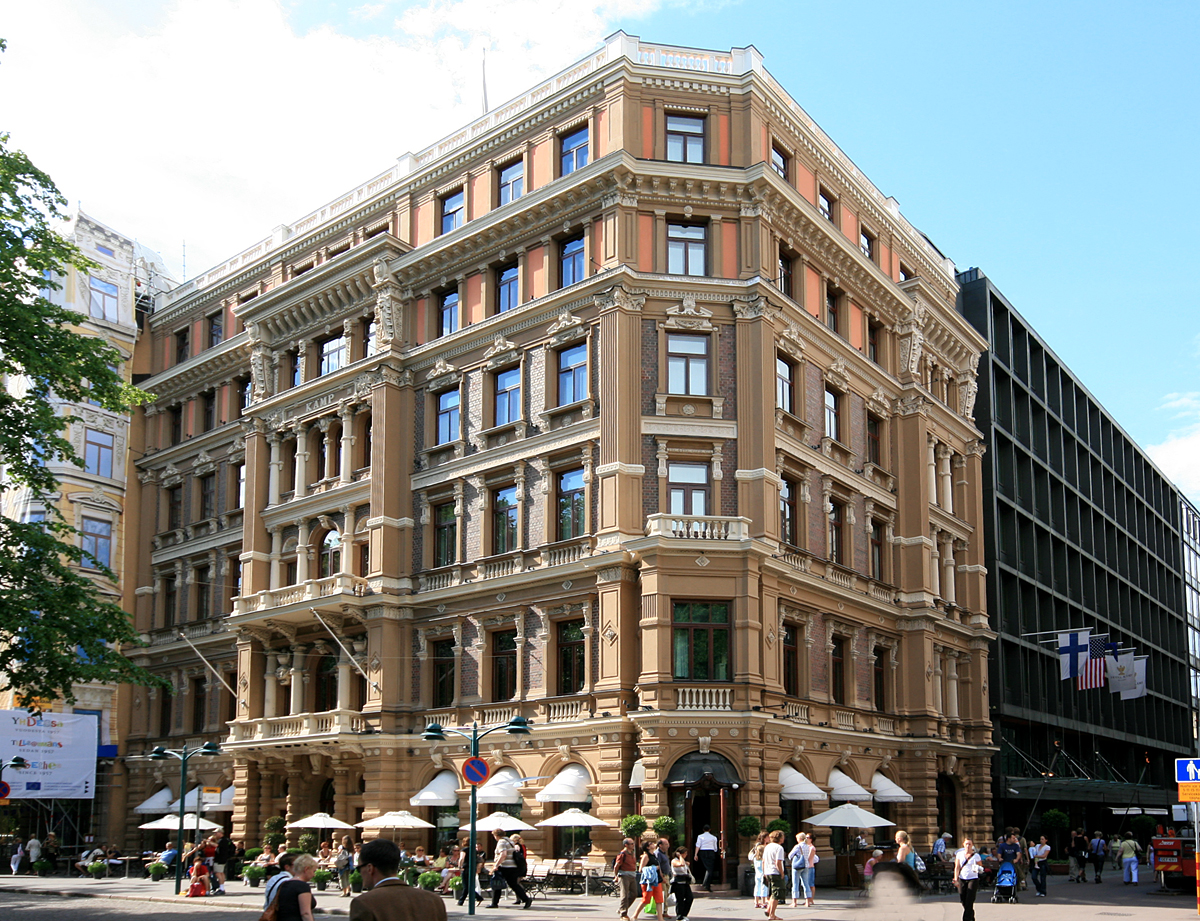
L'hôtel Kämp, 1887.
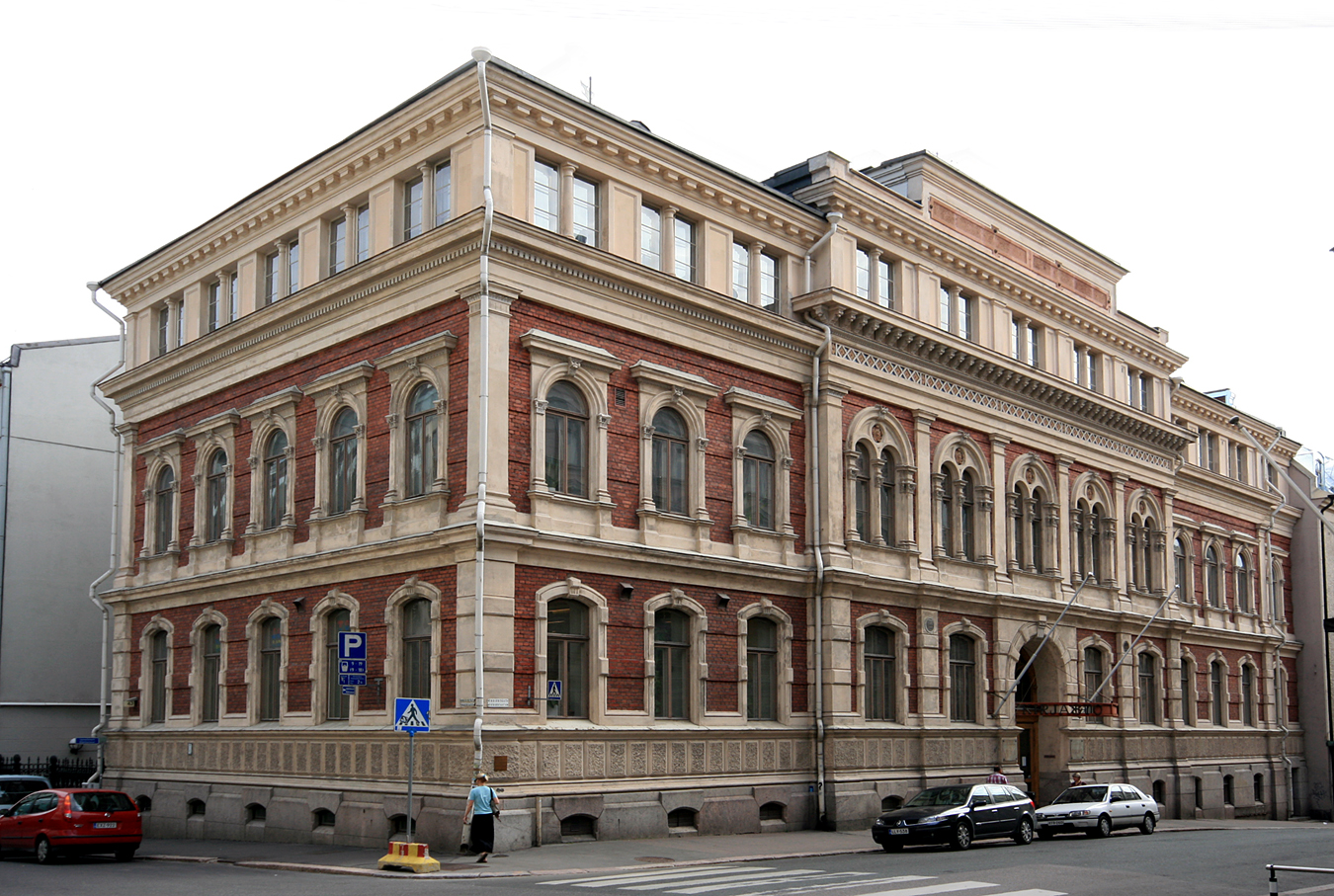
La Bibliothèque de la rue Rikhardinkatu, 1881.